# السبيخة
السبِيخَة مدن تقع في ولاية القيروان من الوسط التونسي، على بعد 35 كم من مدينة القيروان و116 كم من تونس العاصمة، وهي مركز معتمدية السبيخة. ترقيمها البريدي هو 3110.
تنقسم ترابيا إلى 14 عمادة وهي سيسب العلم الذريعات القطيفة عين بومرة الشقافية سرداينة الفريوات الشرفة الدخيلة سيدي مسعود الخريوع العويثة القفي 
يبلغ عدد سكانها إجماليا حوالي 100 ألف ساكن وتمسح مساحة تضاهي مساحة ولاية المنستير بأكملها 

## أعلام
- حسين العباسي
- الدكتور الجراح محمد غنام
- محمد الشريف الأجنف
- أحمد المجبري